# Ramon Reventós
Pour les articles homonymes, voir Reventós.
Ramon Reventós i Farrarons, né à Barcelone en 1892 et mort en 1976 dans cette même ville, est un architecte catalan. 

## Biographie
Diplômé en 1917, il devient chef du service des Bâtiments Culturels de la Mairie de Barcelone.
Il est influencé par le noucentisme, le style barcelonais de son époque, mais également par les courants internationaux de l'architecture, comme le fonctionnalisme et l'art déco.
Il est l'auteur de plusieurs réalisations de l'Exposition internationale de 1929: les Tours Vénitiennes de la place d'Espagne, le Théâtre Grec de Montjuïc, les stations du funiculaire de Montjuïc et le célèbre Poble espanyol.

## Postérité
- Sa sépulture se situe au cimetière du Poblenou de Barcelone.
- Le Musée Picasso de Barcelone[3] et la collection Pierre Bergé en France conservent des œuvres de l'artiste[4].